# 해동삼국도

「해동삼국도」 채색필사 248.0×264.4cm, 서울대학교 규장각 소장

해동삼국도(海東三國圖)는 연대·작자 미상의 동북아시아 지도이다. 채색필사본으로 세로 248.0×가로 264.4cm의 대형지도이며, 조선(朝鮮)을 중심으로 중국(中國)의 만주와 랴오둥, 산하이관(山海關)에서 중국 남부에 이르는 해안과 대만(臺灣), 류큐(琉球, 현재의 오키나와), 일본(日本) 전체를 포함하고 있다.  교통로와 항구를 표시하는 일종의 교통도이며, 현재 서울국립대학교 규장각에 보관되어 있다.

## 특징
조선과 일본, 류큐, 중국 등의 크기와 상대적인 거리, 위도 등이 면밀하여 지도의 윤곽이 현대지도와 별 차이가 없을 정도로 정확하다.

중국 부분은 강희제 때에 만들어진 「황여전람도」에 의한 것으로 추정되며, 조선 부분은 정상기(鄭尙驥)의 「동국지도」 형(形)의 모양을 그대로 따르고 있다. 일본은 홋카이도(北海道)를 제외한 혼슈(本州), 규슈(九州), 시코쿠(四國)가 자세하게 그려져 있고, 대만의 서해안만 해안선이 매우 정확하다.

또한 도로와 역참, 봉수에 대한 정보가 상세하여 당시에 동아시아가 도로를 매개로하여 확인 가능한 실체로 부상하였음을 알 수 있다.

## 의의
조선은 본래 지도에 기록하기 위한 도로 정보에 관심을 두지 않았는데, 도로에 대해 상세히 기록하는 것을 국방에 심각한 문제를 불러일으킬 수 있는 것으로 간주하였기 때문이다. 그러던 것이 임진왜란(壬辰倭亂)과 두차례의 호란을 거쳐서 영조대에 들어서면서 도로에 대한 적극적 인식이 나타나기 시작하였다.

한편, 조선에서 동아시아 지도는 이전부터 수차례 제작되어 왔는데 많은 경우 지도 제작은 문화적 소중화(小中華)로서의 조선을 확인하는 방편으로 활용되었다. 중국과 조선, 일본은 18세기에 각각 독특한 구조를 가진 화이(華夷)질서를 유지하고 있었다. 지도를 지리적 차원으로 읽지 않고 문화적 차원으로 이해했기 때문에 중국 대륙과 한반도, 일본의 크기를 왜곡하는 방식으로 표현되었다.

과거형의 중국과 현재형의 조선을 결합 하는 형태에서 벗어나 동아시아 속에서 객관화된 상태, 열린 상태에서 자신의 모습을 보는 것이 조선 정조대이후 동아시아 인식의 새로운 경향이었으며, 「해동삼국도」는 이러한 동아시아에 대한 지리 파악과 지역 인식을 전형적으로 보여주는 지도이다.

## 담긴 정보
새로운 동아시아 지도인 「해동삼국도」는 위도에 유의함으로써 국가 간의 크기와 상대적인 거리를 분명히 하려 했으며 크기, 위도, 윤곽, 봉수, 역참, 도로 등의 상세한 정보가 수록되어 있다. 특히 동해 우측에 작은 백리척(百里尺)을 그려 축척을 표시한 정확한 지도이다.

### 조선
의주로, 영남로, 호남로, 경흥로 등의 주요간선도로와 그 경유지가 자세하게 기록되어 있다. 다양한 자료를 토대로 동아시아 속에서 조선의 상대적·객관적 위상을 확인하고자 했으며, 특히 중국 연안과의 거리와 연결 관계를 분명히 하려고 노력하였다.

### 중국

「입연정도도」 채색사본, 18세기말, 59×79cm, 서울대학교 규장각 소장

만주의 영고탑(寧古塔, 청나라의 발상지로 지금의 흑룡강성 닝안현에 해당)에서 선양(盛京)을 거쳐 베이징(北京)에 이르는 경로와 주요지점, 그리고 중국해안의 주요 항구가 표시되어 있는데 특히, 사신 경유지역(의주─봉황성─선양─베이징)이 상세하다. 이 부분은 정조시대의 지도인 「입연정도도(入燕程途圖)」와 동일한 한 원본에 의해 그린 것이다.

### 일본
조선에서 그려진 일본 지도 가운데 그 유례를 찾아보기 어려울 정도로 자세하다. 특히 겐로쿠 시대의 일본 지도에 비해 외형이 더욱 정밀해졌을 뿐 아니라 육해로가 상세히 표시되어 있다. 또한, 말미에 사쓰마쥬(薩摩州)에서 저장성(浙江省)까지, 쓰시마섬에서 부산포까지의 거리와 도달 가능한 일수, 사쓰마쥬에서 류큐, 대만, 안남(安南: 베트남), 여송국(呂宋國: 필리핀의 루손섬)에 이르는 거리가 표시되어 있다.

### 대만
대만의 존재가 구체적으로 그려진 것도 전에 볼 수 없었던 양상으로 조선이 대만에 대해 특별한 관심을 가지기 시작한 것은 조선 숙종대에 들어서면서였다. 그러나 대만의 반청(反淸) 세력이 와해되면서 대만에 대한 지리 정보의 필요성은 현저히 줄어들었다. 이렇듯 대만의 지리적 위상에 대한 조선의 인식이 크게 진전되지 않았던 것에 비교해 보면 「해동삼국도」에 표현된 대만의 윤곽과 위치, 지리 정보 등은 과거와는 질적으로 수준을 크게 달리하는 것이었다.

### 류큐
류큐국의 윤곽이 개선되고 지지 정보가 새롭게 확인되었다. 청에서 수입한 류큐국의 지리 정보와 함께 조선에서 류큐국에 이르는 해로상의 거리가 추가되어 있다. 이는 조선의 지리적 인식이 류큐와 대만을 포함하는 동아시아 일대로 확장되고 있었음을 보여준다.

## 같이 보기
- 천하제번식공도
  - 천하전여총도
- 혼일강리역대국도지도(강리도, 1402년)
  - 대명혼일도(1389년~1391년)
- 조선방역지도 - 대동여지도보다 300년 전인 1557년~1558년 사이에 만들어졌으며, 대마도를 확실하게 포함하고 있다
- 지도 : 청구도 / 대동지지 / 동여도
- 자료 : 오주연문장전산고 / 신증동국여지승람
- 인물 : 김정호 / 최한기 / 신헌

## 참고 문헌
- 정옥자 外, 『정조시대의 사상과 문화』, 돌베게, 1999년
- 한영우 外, 『우리 옛지도와 그 아름다움』, 효형출판, 2005년
- 「해동삼국도」, 《한국민족문화대백과》, 한국학중앙연구원[깨진 링크(과거 내용 찾기)]